# Тёрнквист, Рагнар
Ра́гнар Тёрнквист (норв. Ragnar Tørnquist) — норвежский разработчик компьютерных игр. Работал в компании Funcom с 1994 по 2012 год, после чего основал собственную независимую студию Red Thread Games в Осло.

## Биография
Тёрнквист родился 31 июля 1970 года в столице Норвегии, городе Осло. В 1987—1989 годах обучаясь в Оксфорде, изучал искусство, историю и английский язык. С 1989 по 1990 год в Университете Осло изучал философию и английский. С 1990 по 1993 год обучался в отделении «Базового изучения кино и телевидения» Тишской школы искусств Нью-Йоркского университета (англ. «Undergraduate Film and Television department at the New York University's Tisch School of the Arts»). В 1994 год возвратился в Осло и приступил к работе в компании Funcom над компьютерной игрой в качестве продюсера, дизайнера, сценариста, писателя и редактора. Первой работой Тёрнквиста было участие в создании игры по одноимённому фильму «Каспер».

Почему ты пишешь так много женских персонажей?

Рагнар: Я предельно очарован женщинами! Я окружён ими. Моя жена, моя дочка. Моя кошка женского пола. Я нахожу женщин очаровательными — я люблю женщин! Во всех смыслах. Я не знаю, просто появляется больше вариантов, когда речь идёт о женских персонажах. На эмоциональном, духовном уровне. Что, конечно, очень несправедливо по отношению к мужчинам.
Оригинальный текст (англ.)Why do you write so many female characters?

Ragnar: I’m extremely fascinated by women! I’m surrounded by them. My wife, my baby girl. My cat is female. I find women fascinating — I love women! On every level. I dunno — there are just more options when it comes to female characters. On an emotional, spiritual level. Which is very unfair to men.
— Из интервью 2008 г.
Тёрнквист женат, и его дочь родилась 26 августа 2007 года. Также у Рагнара Тёрнквиста есть трое братьев (один из которых, Аудун, работал программистом над The Longest Journey и Dreamfall Chapters), одна сестра, и, в общей сложности, девять племянников и племянниц.

## Работы
Наиболее известные работы Тёрнквиста — приключенческие игры The Longest Journey (1999) и Dreamfall: The Longest Journey (2006). Тёрнквист, наряду с создателями таких игр, как Broken Sword и Syberia, внёс неоценимый вклад в возрождение жанра приключенческой игры и переход этого жанра на новый уровень качества. Свои профессиональные задачи Тёрнквист охарактеризовал следующим образом.
«Классический квест стиля point-and-click мёртв. […] Жанр квеста должен развиваться, как развиваются прочие жанры. Разве РПГ сегодня похожи на те РПГ, что были десять лет назад? А шутеры? А спортивные симуляторы? Нет, не похожи. Все они изменились, потому что изменились технологии. Рост технологий подстёгивает рост гейм-дизайна. Между играми разных поколений, скажем, Fallout и Oblivion, больше различий, чем общего. […] Так с какой же стати квесты сегодня выглядят как пятнадцать лет назад? Нам нужны новые квесты, использующие новые технологии, с новым геймплеем, способные двинуть жанр вперёд, создать себе аудиторию, вывести жанр из положения нишевого продукта и сделать его мейнстримом».

### Разработанные игры
Игры, в создании которых Рагнар Тёрнквист принимал участие:
1. Casper[англ.] (1996)
2. Dragonheart: Fire & Steel[англ.] (1996)
3. The Longest Journey (1999)
4. Anarchy Online (2001)
5. Dreamfall: The Longest Journey (2006)
6. The Secret World (2012)[5][6]
7. Dreamfall Chapters (2014—2016)[7]
8. Draugen (2019)
9. Dustborn (2024)
10. Svalbard (TBA[8])

Тёрнквист также является автором романа «Prophet Without Honour» (2001), описывающего события в мире игры Anarchy Online.